# 高冠海馬
高冠海馬為輻鰭魚綱棘背魚目海龍魚科的其中一種，分布於澳洲昆士蘭海域，棲息深度可達20公尺，本魚背鰭鰭條17枚，胸鰭鰭條16枚，體環11個，尾環34-35個，體長可達11公分，棲息在大陸棚的海草床，屬肉食性，以小型甲殼類為食，卵胎生。